# Dichaea tachirensis
Dichaea tachirensis là một loài thực vật có hoa trong họ Lan. Loài này được G.A.Romero & Carnevali mô tả khoa học đầu tiên năm 2000.